# 노고성
노고성은 충청북도 청주시 청원구에 있다. 2015년 4월 17일 청주시의 향토유적 제24호로 지정되었다.

## 개요
삼국시대말 신라가 보은에서 진천으로 가는 교통 요충지에 쌓은 산성이다.